# Peronne Goguillon
Peronne Goguillon, död 1679, var en fransyska som avrättades för häxeri. Hon var tillsammans med de andra kvinnorna som avrättades samtidigt med henne de sista kvinnor som avrättades för häxeri i Frankrike. De sista personer som avrättades för häxeri i Frankrike var dock män, sextio år senare.